# Книжковий Лев
Книжковий Лев – незалежна українська книжкова мережа. Перший «Книжковий Лев» зʼявився у 2017 році у Львові, другий в Києві на Подолі влітку 2022 року. Також мережа має власний інтернет-магазин.

## Особливості та діяльність
Мережа нового формату, в якій поєднуються: книгарня, галерея та майданчик для проведення заходів, кав'ярня.
Як книгарня Вам запропонує один з найширших асортиментів книг. Як галерея – можливість молодим митцям бути побаченими, а для гостей закладу наблизитись до мистецтва. Як локація, тут постійно проводитимуться літературні події та не тільки – адже і Ви живете не лише літературою.
За концепцією, це крамниця around the corner, тобто затишний простір із постійними клієнтами.